# Gładki Przechód
Gładki Przechód – znajdująca się na wysokości 1799 m (według dawniejszych pomiarów 1801 m lub 1811 m) przełęcz w głównej grani Tatr Zachodnich. Taką nazwę podają niektóre źródła, Władysław Cywiński nazywa ją Suchą Przełęczą Kondracką. Oddziela ona od siebie Suchy Wierch Kondracki (1895 m) oraz Suche Czuby Kondrackie, konkretnie zaś Małą Suchą Czubę, położoną najdalej na zachód. Pomiędzy Gładkim Przechodem a Małą Czubą znajdują się jeszcze trzy nienazwane turniczki.
Granią tą biegnie granica polsko-słowacka. Po słowackiej (południowej) stronie trawiasty stok spod przełęczy (tzw. Czerwony Upłaz) opada do Doliny Cichej Liptowskiej. Znajduje się w nim jedna z odnóg Wielkiego Żlebu Kondrackiego. Po stronie polskiej (północnej) znajduje się zaś Sucha Dolina Kondracka, odnoga Doliny Kondratowej. Spod Gładkiego Przechodu opada do niej kamienisto-piarżysty Szeroki Żleb.

## Szlaki turystyczne
– atrakcyjny widokowo odcinek czerwonego szlaku z Kasprowego Wierchu granią główną Tatr przez Goryczkową Czubę i Suche Czuby do Przełęczy pod Kopą Kondracką. Czas przejścia: 1:20 h, z powrotem 1:40 h.

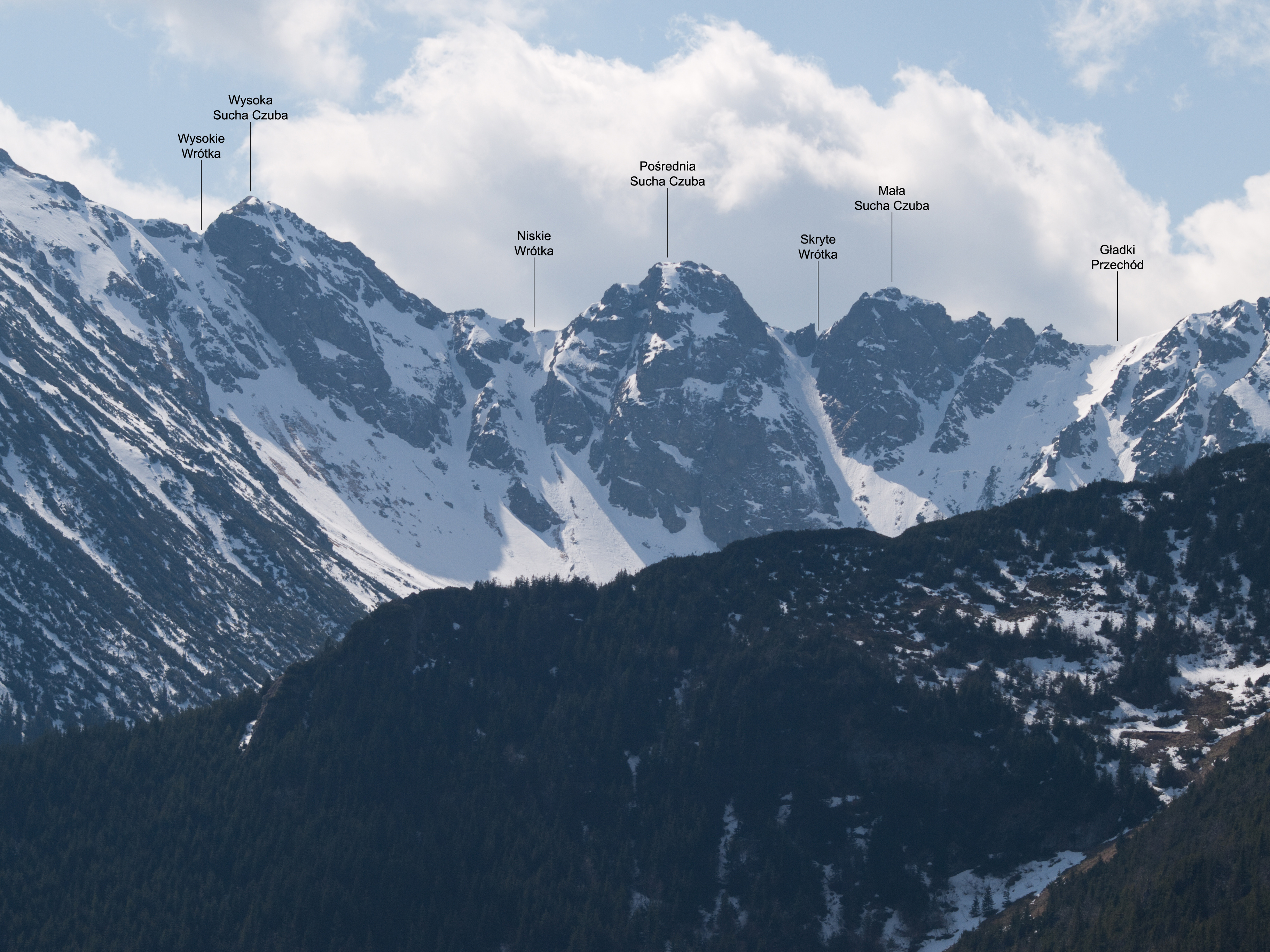
Widok od północnej strony